# Kaplica św. Józefa w Dołżycy
Kaplica św. Józefa w Dołżycy – drewniana rzymskokatolicka kaplica pw. św. Józefa, urządzona w 1990, znajdująca się w miejscowości Dołżyca.
Po wybudowaniu nowego kościoła filialnego w 2005 kaplica przestała pełnić funkcje kultowe.

## Historia
Poprzednia świątynia, jaka istniała w Dołżycy, została rozebrana 1954. Była to wybudowana w 1840 filialna cerkiew greckokatolicka św. Michała Archanioła, z drewnianą dwukondygnacyjną dzwonnicą. Posiadała ikony namalowane przez Antoniego i Michała Bogdańskich. Znajdowała się obok cmentarza. Po 1947, po deportacji ludności ukraińskiej, wieś zasiedlono osadnikami z całej Polski. Włączono ich do rzymskokatolickiej parafii Komańczy. Dla zaspokojenia potrzeb religijnych nowych mieszkańców dopiero po przełomie 1989 powstała kaplica w Dołżycy. Urządzono ją w 1990, adaptując do tego celu istniejący drewniany budynek mieszkalny. Służyła wiernym do 2005.
Budynek konstrukcji zrębowej, nieorientowany. Przykryty jednokalenicowym blaszanym dachem, zwieńczonym niewielkim cebulastym hełmem z krzyżem. Wewnątrz sala o powierzchni 40 m². Wyposażenie współczesne. Na predelli ołtarza wizerunek św. Huberta.

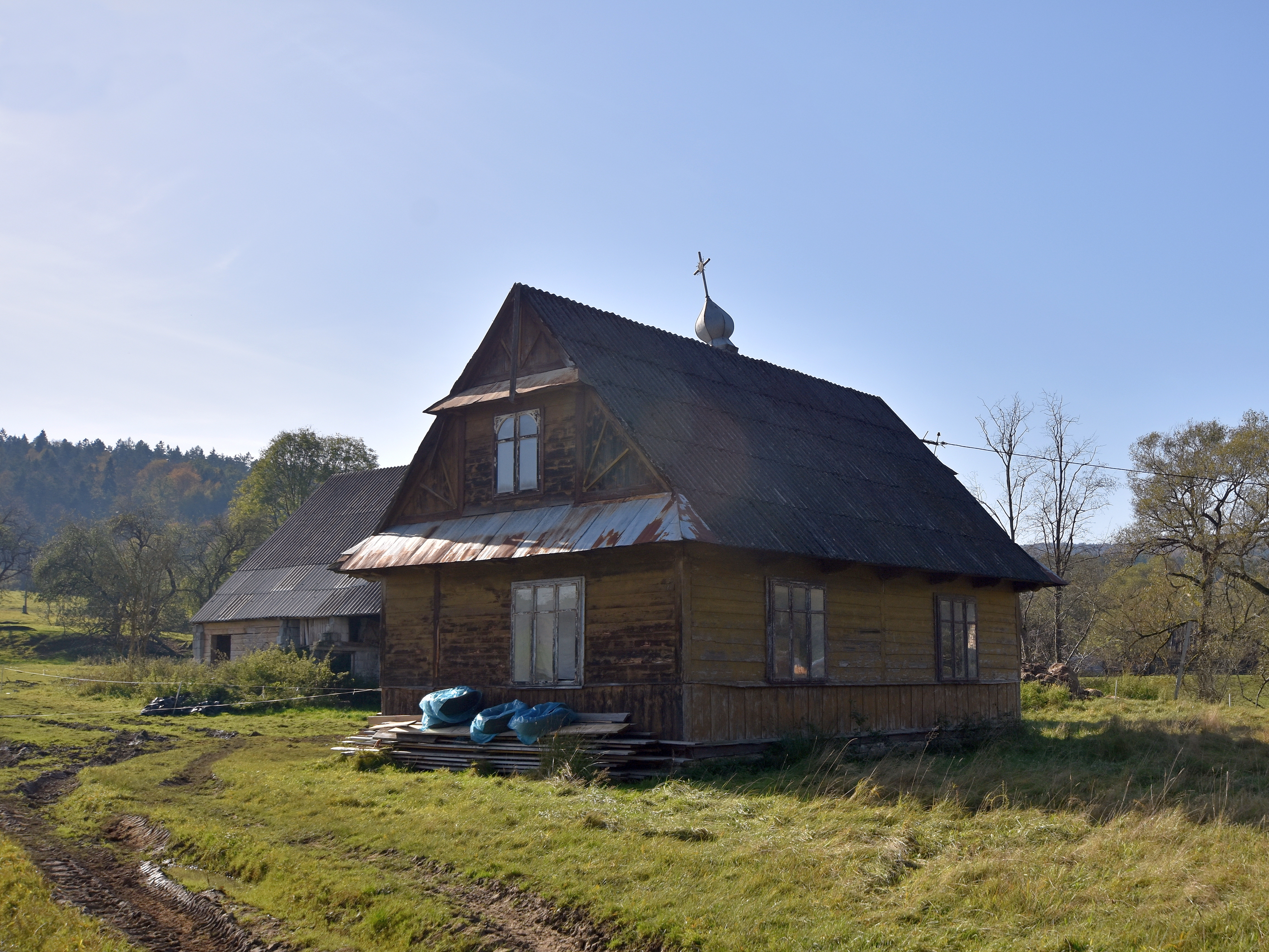
Elewacja boczna
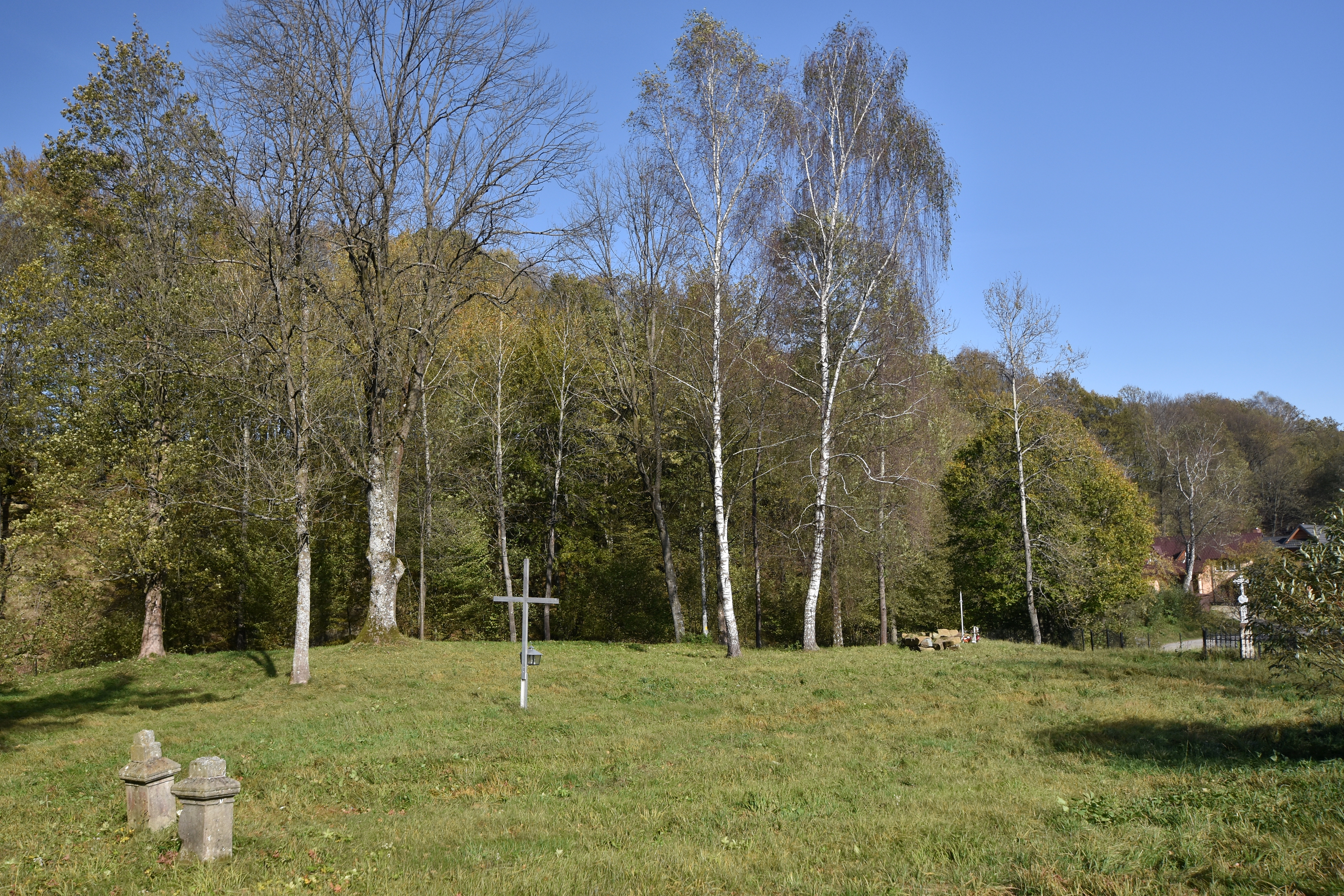
Otoczenie: cmentarz greckokatolicki
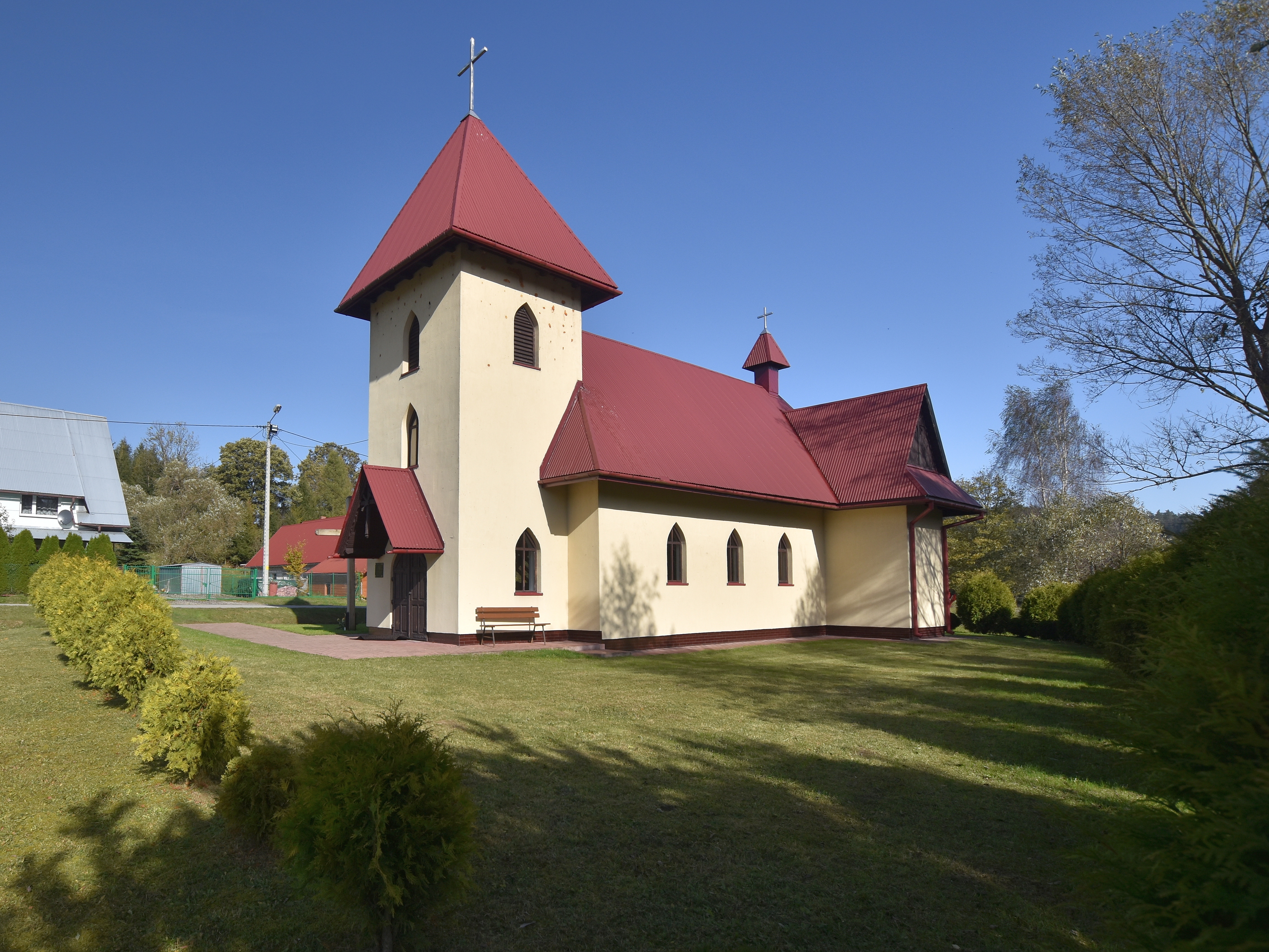
Nowy kościół filialny bł. Edmunda Bojanowskiego